# Atari XEGS
Atari XEGS (förkortning av XE Game System) (1987) var ett försök att återanvända hårdvaran i en av företagets 8-bitars datorer som TV-spelskonsol. Atari XEGS bygger på en hårdvarulösning som i stort sett är identisk med Atari 65XE, men har ett löst tangentbord.
Konsolen blev ingen försäljningsframgång bland annat för att den lanserades vid en tidpunkt då marknaden dominerades av Nintendo samt att den ganska snart blev inaktuell på grund av att den tekniska utvecklingen gått vidare till att använda sig av hårdvara med mer processorkraft samt bristen på konkurrenskraftiga speltitlar.

### Fotnoter
1. ↑  ”Atari XE on computingvoyage.com”. Arkiverad från originalet den 8 september 2013. https://web.archive.org/web/20130908072825/http://computingvoyage.com/1411/the-atari-1200xl-computer/. Läst 17 juli 2014.